# Хвалкі (Свентокшиське воєводство)
Хвалкі (пол. Chwałki) — село в Польщі, у гміні Образув Сандомирського повіту Свентокшиського воєводства.
Населення — 878 осіб (2011).
У 1975-1998 роках село належало до Тарнобжезького воєводства.

## Демографія
Демографічна структура на день 31 березня 2011 року:
|          | Загалом | Допрацездатний вік | Працездатний вік | Постпрацездатний вік |
| -------- | ------- | ------------------ | ---------------- | -------------------- |
| Чоловіки | 418     | 73                 | 291              | 54                   |
| Жінки    | 460     | 79                 | 268              | 113                  |
| Разом    | 878     | 152                | 559              | 167                  |